# Dekanat poddębicki
Dekanat poddębicki - dekanat leżący w północno-zachodniej części archidiecezji łódzkiej. Dziekanem jest ks. Janusz Sawicki - proboszcz parafii Świętej Katarzyny w Poddębicach. Funkcję wicedziekana pełni ks. Stanisław Matuszewski (proboszcz parafii Świętego Floriana w Domaniewie ).
Dekanat składa się z 7 parafii:
- Parafia Świętego Idziego w Bałdrzychowie
- Parafia Ścięcia Świętego Jana Chrzciciela i Świętej Trójcy w Budzynku
- Parafia Świętego Floriana w Domaniewie
- Parafia Świętego Mikołaja Biskupa i Świętego Stanisława Biskupa w Kałowie
- Parafia Świętej Katarzyny Dziewicy i Męczennicy w Poddębicach
- Parafia Świętych Apostołów Piotra i Pawła w Turze
- Parafia Świętej Anny i Najświętszej Maryi Panny Matki Miłosierdzia w Wartkowicach